# Резервуари кульові

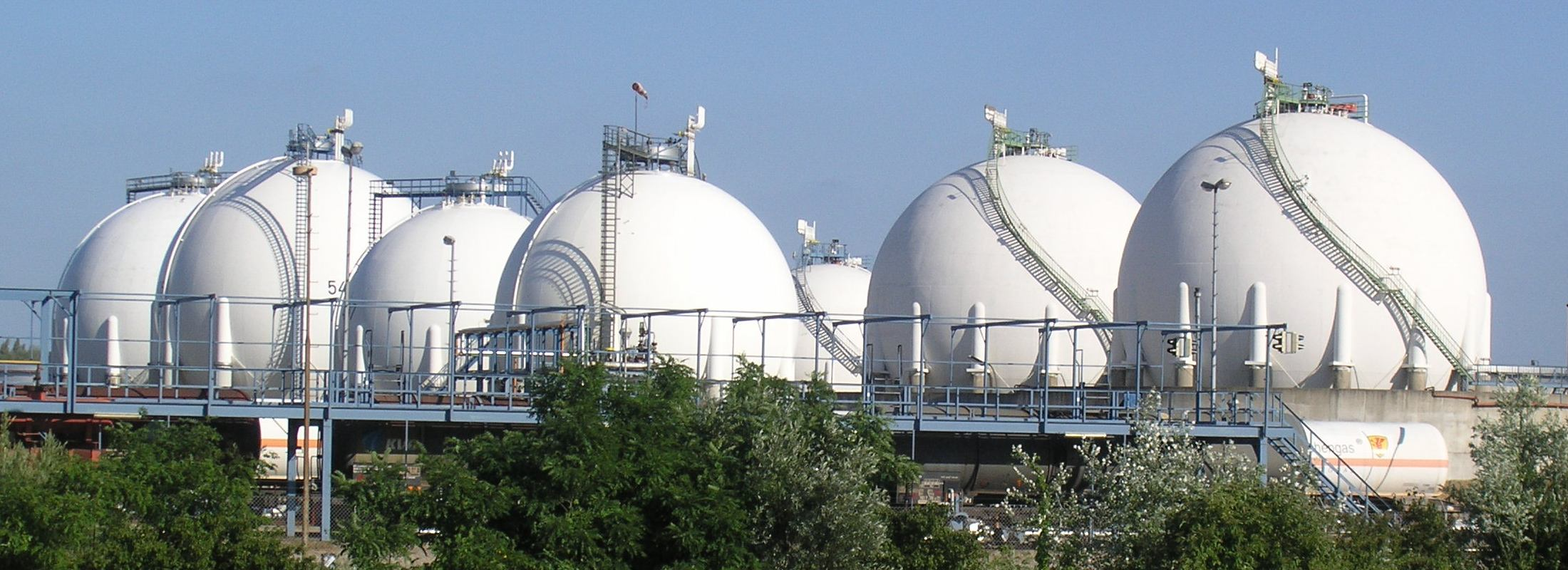
Газгольдери постійного обсягу.

Резервуари кульові (рос. резервуары шаровые, англ. spheric reservoirs, нім. Kugelbehälter m pl) — ємності сферичної форми для зберігання при підвищеному тиску (понад 0,25 МПа) скраплених газів. Р.к. нормального ряду діаметром 5; 10,5; 12; 16 та 20 м, які відповідають нормальним об'ємам 300, 600, 900, 2000 та 4000 м3, розраховані на тиск 0,25; 0,6; 1,0 та 1,8 МПа (при тиску менше 0,2 МПа застосовувати Р.к. неекономічно). Р.к. встановлюють надземно, групами. Якщо загальний об'єм продукту становить до 2000 м³, то максимальний одиничний об'єм Р.к. у групі не перевищує 1000 м3, від 2000 до 8000 м3 — не більше 2000 м3. Основний елемент Р.к. — оболонка, яка збирається з пелюстків подвійної кривини. Пелюстки зварюють автоматично з допомогою зварювальних маніпуляторів, що забезпечує найбільшу механізацію процесу виготовлення Р.к., досягнення високої якості зварних швів та високої продуктивності монтажу. Оболонками Р.к. обпирається на декілька колон, які приварені безпосередньо до корпуса і передають тиск на бетонний фундамент. Для більшої жорсткості колони можуть з'єднуватися між собою системою розтягів. Р.к. обладнуються запобіжними клапанами, манометрами для вимірювання тиску в Р.к., покажчиками рівня та сигналізаторами граничного верхнього рівня рідинної фази, термометрами для контролю температури рідинної фази, запірними органами, люками для проведення огляду, ремонтних робіт і вентиляції, пристроями для вентиляції і продування інертним газом чи парою і пристроями для видалення з нього промивних стоків води та важких залишків. На приймально-роздавальному трубопроводі встановлюється швидкісний клапан, який дає змогу відключити від резервуара трубопровід в разі його пошкодження. На вхідному трубопроводі встановлюється в Р.к. зворотний клапан, призначений для перепускання робочого середовища тільки в одному напрямку, який автоматично закривається під впливом внутрішнього тиску.
Р.к. для скраплених газів з метою захисту від надмірного нагрівання фарбують у білий колір, здійснюють водяне охолодження та ін. Р.к. має досконалішу форму порівняно з циліндричною внаслідок меншої поверхні резервуара, що призводить при одному і тому ж тиску зберігання до зменшення витрати металу на одиницю маси продукту, який зберігається.